# Quartetto per archi n. 1 (Tippett)
Il Quartetto per archi n. 1 è un quartetto per archi per due violini, viola, violoncello del compositore britannico Michael Tippett. Fu composto nel 1935 in una prima versione in quattro movimenti e poi rivisto nel 1943 in una versione a tre movimenti.

## Analisi della musica
1. Allegro (in 3⁄4): si ispira alla blue note del blues e alla polifonia elisabettiana per le sue false relazioni di ottava.
2. Lento cantabile : una pagina di grande lirismo sullo spirito di una pavane.
3. Allegro assai : struttura ritmica virtuosistica di tipo additivo associata a costanti cambi di battuta come nella Danza sacra della La sagra della primavera di Stravinskij.

Durata dell'esecuzione: venti minuti circa.